# Krokvattnet (Håbols socken, Dalsland, 655573-128201)
Krokvattnet är en sjö i Bengtsfors kommun och Dals-Eds kommun i Dalsland och ingår i Göta älvs huvudavrinningsområde. Sjön har en area på 0,142 kvadratkilometer och ligger 150 meter över havet. Sjön avvattnas av vattendraget Stamnåraälven.

## Delavrinningsområde
Krokvattnet ingår i det delavrinningsområde (655586-128295) som SMHI kallar för Inloppet i Sandsjön. Medelhöjden är 180 meter över havet och ytan är 8,94 kvadratkilometer. Det finns inga avrinningsområden uppströms utan avrinningsområdet är högsta punkten. Stamnåraälven som avvattnar avrinningsområdet har biflödesordning 3, vilket innebär att vattnet flödar genom totalt 3 vattendrag innan det når havet efter 295 kilometer. Avrinningsområdet består mestadels av skog (90 procent). Avrinningsområdet har 0,91 kvadratkilometer vattenytor vilket ger det en sjöprocent på 5,7 procent.